# Ariel Montalbán Andreo
Ariel Montalbán Andreo, coneguda també pel seu pseudònim Ariko (Águilas, 1 de març de 1992) és una il·lustradora, historietista i autora de fanzines espanyola.

## Formació
Ariel Montalbán va iniciar la seva educació artística en l'Institut Jose Ibáñez Martin de Lorca. Després va iniciar la carrera de Belles arts a Múrcia, que més tard va completar A la Facultat de Belles arts de la universitat de Granada.

## Carrera
El 2019, va crear el fanzine Transition, el qual va presentar com TFG de final de carrera de Belles arts.
El 2021 va obtenir el premi al Millor Fanzine del Saló del Manga de Barcelona per la seva obra Transition, en la qual va comptar amb la col·laboració dels autors RoosArtwork, Kiki Keewan, Pinkcrowberry i Violent Mantis.
El 2024 va publicar el fanzine Guía Furry para Pringados, en col·laboració amb l'autor xilè César Bigstar. El títol consta íntegrament de 28 pàgines publicades en blanc i negre, i està protagonitzat exclusivament per personatges de la cultura furry. El maig va participar a les Jornades del Còmic de València, visibilitzant la llavor de les dones trans en el còmic i el fanzine, especialment dins de la indústria espanyola. El juny d'aquest mateix any, la seva obra Cosplay va obtenir una menció honorífica en el 24è concurs de còmic de Nou Barris de Barcelona en la categoria a millor còmic LGTBI.

## Obres
- Flama Fanzine #1-5 (Antologia)
- Underspain (2016, Antologia)
- Pokemon Let's Zine (2018, Antologia)
- Transition #1-5 (2019-2025, Antologia)
- One Shot Jam #1-4 (2021-2024, Antologia)
- Guía Furry para Pringados (4 de març de 2024, juntament amb César Bigstar)
- Conviértete en samurái (3 d'octubre de 2024, juntament amb Jairo Coronado i Leti Moregal)